# 2. divisjon 2000 (football americano norvegese)
La 2. divisjon 2000 è l'8ª edizione del campionato di football americano di secondo livello, organizzato dalla NAIF.

## Squadre partecipanti
| Club              | Città   | Stadio | Sponsor ufficiale | Risultato nella stagione 1999 |
| ----------------- | ------- | ------ | ----------------- | ----------------------------- |
| Arendal Wildcats  | Arendal |        |                   |                               |
| Bærum Blue Devils | Bærum   |        |                   |                               |
| Bergen Storm      | Bergen  |        |                   |                               |
| Furuset Panthers  | Furuset |        |                   |                               |
| Hamar Ruins       | Hamar   |        |                   |                               |
| Oslo Vikings 2    | Oslo    |        |                   |                               |
| Sandnes Oilers    | Sandnes |        |                   |                               |

## Stagione regolare

### Calendario

#### 1ª giornata
| 6-7 maggio 2000 | Oslo Vikings 2 | 34 – 7 | Bærum Blue Devils |  |

| 7 maggio 2000 | Arendal Wildcats | 22 – 37 | Sandnes Oilers |  |

#### 2ª giornata
| 13-14 maggio 2000 | Bærum Blue Devils | v – p | Furuset Panthers |  |

| 13-14 maggio 2000 | Oslo Vikings 2 | p – v | Hamar Ruins |  |

| 14 maggio 2000 | Arendal Wildcats | 26 – 54 | Bergen Storm |  |

#### 3ª giornata
| 20-21 maggio 2000 | Furuset Panthers | p – v | Oslo Vikings 2 |  |

| 20-21 maggio 2000 | Bærum Blue Devils | v – p | Hamar Ruins |  |

| 20-21 maggio 2000 | Sandnes Oilers | 16 – 0 | Bergen Storm |  |

#### 4ª giornata
| 27-28 maggio 2000 | Bærum Blue Devils | v – p | Oslo Vikings 2 |  |

| 27-28 maggio 2000 | Furuset Panthers | v – p | Hamar Ruins |  |

| 27-28 maggio 2000 | Sandnes Oilers | 75 – 0 | Arendal Wildcats |  |

#### 5ª giornata
| 4 giugno 2000 | Bergen Storm | 22 – 34 | Arendal Wildcats |  |

#### 6ª giornata
| 10-11 giugno 2000 | Oslo Vikings 2 | v – p | Furuset Panthers |  |

| 10-11 giugno 2000 | Hamar Ruins | p – v | Bærum Blue Devils |  |

| 10-11 giugno 2000 | Bergen Storm | 0 – 30 | Sandnes Oilers |  |

#### 7ª giornata
| 17-18 giugno 2000 | Hamar Ruins | v – p | Furuset Panthers |  |

| 17-18 giugno 2000 | Arendal Wildcats | 0 – 47 | Sandnes Oilers |  |

#### 8ª giornata
| 24-25 giugno 2000 | Furuset Panthers | p – v | Bærum Blue Devils |  |

| 24-25 giugno 2000 | Hamar Ruins | v – p | Oslo Vikings 2 |  |

| 24-25 giugno 2000 | Bergen Storm | 1 – 0 | Arendal Wildcats |  |

#### 9ª giornata
| 1º-2 luglio 2000 | Sandnes Oilers | 47 – 13 | Bergen Storm |  |

### Classifiche
Le classifiche della regular season sono le seguenti:
- PCT = percentuale di vittorie, G = partite giocate, V = partite vinte,  P = partite perse, PF = punti fatti, PS = punti subiti

#### Girone Ost
| Pos. | Squadra           | PCT  | G | V | N | P | PF   | PS   |
| ---- | ----------------- | ---- | - | - | - | - | ---- | ---- |
| 1    | Bærum Blue Devils | .833 | 6 | 5 | 0 | 1 | 7+?  | 34+? |
| 2    | Hamar Ruins       | .500 | 6 | 3 | 0 | 3 | ?    | ?    |
| 3    | Oslo Vikings 2    | .500 | 6 | 3 | 0 | 3 | 34+? | 7+?  |
| 4    | Furuset Panthers  | .000 | 6 | 0 | 0 | 6 | ?    | ?    |

#### Girone Vest
| Pos. | Squadra          | PCT   | G | V | N | P | PF  | PS  |
| ---- | ---------------- | ----- | - | - | - | - | --- | --- |
| 1    | Sandnes Oilers   | 1.000 | 6 | 6 | 0 | 0 | 252 | 35  |
| 2    | Bergen Storm     | .333  | 6 | 2 | 0 | 4 | 90  | 153 |
| 3    | Arendal Wildcats | .167  | 6 | 1 | 0 | 5 | 82  | 236 |

## Finale
| 2000 | Sandnes Oilers | 1 – 0 (a tavolino) | Bærum Blue Devils |  |

## Verdetti
- Sandnes Oilers campioni della 2. divisjon 2000